# Nils Liedholm
Nils Liedholm (Valdemarsvik, 8 oktober 1922 — Cuccaro Monferrato, 5 november 2007) was een Zweedse voetballer, spelend als spits. Hij is met name bekend als een van het befaamde Zweedse trio "Gre-No-Li". Gunnar Gren en Gunnar Nordahl zijn de twee anderen. Dit aanvallende trio maakte in de jaren vijftig furore met het Zweedse elftal en AC Milan.
In 1942 begon de carrière van Liedholm bij IK Sleipner. Vanaf 1946 speelde hij bij IFK Norrköping, waarmee hij twee Zweedse landstitels won. Vanaf 1949 was Liedholm actief voor AC Milan, hiermee won hij in 1951, 1955 en 1975 de 'scudetto'. De mythe gaat dat Liedholm bij Milan pas na twee jaar zijn eerste mislukte pass gaf. De bijzonderheid hiervan was voor het publiek aanleiding om een vijf minuten lang aanhoudend applaus te geven.
Liedholm, bijgenaamd De Baron, was een van de eerste spelers die zich realiseerde hoe belangrijk het was om lichamelijk in topconditie te zijn. Hij trainde dan ook veel meer dan andere spelers van zijn tijd. Liedholm zou dan ook tot zijn veertigste actief blijven als voetballer. In 1958 bereikte Liedholm met Zweden de finale van het WK 1958, waar werd verloren tegen het Brazilië van Pelé.
Na zijn actieve carrière begon Liedholm als coach. Zo leidde hij onder meer AC Milan naar haar tiende landstitel in 1979. In 1983 won hij bij AS Roma met spelers als Paulo Roberto Falcão, Bruno Conti en Roberto Pruzzo de landstitel. Dit was voor Roma pas de tweede keer in haar geschiedenis dat zij deze won. Een jaar later verloor hij met Roma in de finale van de Europa Cup na penalty's van Liverpool. In 1981, 1983 en 1984 won Liedholm met Roma de Coppa Italia.
Hoewel Liedholm lange tijd niet meer actief was in het voetbal, was hij in Italië nog altijd een autoriteit op het gebied van voetbal.
Liedholm stierf op 85-jarige leeftijd in het Italiaanse Cuccaro Monferrato.